# La Giettaz
La Giettaz [laʒiˈɛtɐ, auch laʒiˈɛt] ist eine französische Gemeinde mit 379 Einwohnern (Stand 1. Januar 2022) im Département Savoie in der Region Auvergne-Rhône-Alpes. Sie gehört zum Kanton Ugine im Arrondissement Albertville.

## Geographie
La Giettaz ist die nördlichste Gemeinde des Départements Savoie. Sie liegt auf rund 1100 m in einem Talbecken des Massif des Aravis, beim Zusammenfluss des Torrent des Aravis mit der Arrondine, einem Nebenfluss des Arly. Direkt westlich der Gemeinde erhebt sich die Bergkette Chaîne des Aravis, die zentrale Erhebung des Bergmassivs. Sie wird vom Pass Col des Aravis in 1487 m Höhe durchschnitten, über den von La Giettaz aus eine Straße führt. In südlicher Richtung erreicht man nach 20 km den Hauptort des Kantons Ugine und 28 km die Stadt Albertville. La Giettaz liegt außerdem 45 km östlich von Annecy sowie 62 km südöstlich von Genf.
Die Nachbargemeinden (im Uhrzeigersinn) sind das südlich gelegene Flumet und Saint-Nicolas-la-Chapelle im Département Savoie, sowie Manigod, La Clusaz, Cordon, Megève und Praz-sur-Arly in Haute-Savoie. Das Gemeindegebiet von La Giettaz dehnt sich bis auf die Grate der umliegenden Berge aus und steigt dabei steil an. Der höchste Punkt ist in der Nähe vom 2616 m hohen Gipfel des La Grande Balmaz. Zur Gemeinde gehört außerdem der flussaufwärts im Tal der Arrondine auf 1225 m gelegene Weiler Le Plan.

## Bevölkerung
Mit 379 Einwohnern (Stand 1. Januar 2022) gehört La Giettaz zu den kleinen Gemeinden des Département Savoie. Die Einwohnerzahl blieb über zwei Jahrhunderte sehr konstant und sank sogar leicht. Damit folgte La Giettaz weder dem allgemeinen Bevölkerungswachstum im Département während des letzten Jahrhunderts noch dem anderenorts durch den alpinen Tourismus hervorgerufenen Zugang von Bewohnern. Die Ortsbewohner von La Giettaz heißen auf Französisch Giettois(es).
| Jahr                       | 1800 | 1836 | 1866 | 1901 | 1921 | 1946 | 1962 | 1982 | 1990 | 1999 | 2006 | 2011 |
| Einwohner                  | 738  | 701  | 672  | 648  | 520  | 469  | 472  | 475  | 506  | 488  | 458  | 439  |
| Quellen: Cassini und INSEE |      |      |      |      |      |      |      |      |      |      |      |      |

## Geschichte
Funde römischer Grenzsteine auf den Pässen Col du Jaillet und Col de l’Avenaz zwischen La Giettaz und dem nordöstlich gelegenen Cordon zeichnen die Grenze zwischen Ceutronen und Allobrogern und belegen, dass die Besiedelung zumindest so stark war, dass Grenzverkehr und Zuständigkeiten bei der Bewirtschaftung der Almwiesen geregelt werden mussten. Eine erste Erwähnung des Ortes selbst findet sich 1307 als via agietarum. Die Errichtung einer eigenen Kirche geschah 1390.
Als Dorf im Massif des Aravis teilte La Giettaz die Geschichte Savoyens. Während der Französischen Revolution stand die friedliche Idylle der dem katholischen Glauben eng verbundenen Dorfbewohner plötzlich mitten im Visier der Entchristianisierung.
Infolge des ausgebrochenen Koalitionskriegs wurden die Einwohner gezwungen, die Glocken der Kirche Saint-Pierre-aux-Liens zur Einschmelzung abzuliefern und – als sichtbares Zeichen im Kampf gegen die Religion – den Glockenturm gleich mit abzureißen. Erst um das Jahr 1846 waren die Mittel vorhanden, um das dann baufällige Kirchgebäude durch den jetzigen Bau und mit einem neuen Glockenturm zu ersetzen.
Im Zuge der vollständigen Besetzung Frankreichs durch die Achsenmächte im Zweiten Weltkrieg besetzten zuerst italienische Truppen das Dorf.
In den Monaten danach gab es mehrmals Hausdurchsuchungen seitens der Milice und der deutschen Besatzer, um gegen die Widerstandsbewegung vorzugehen und einige im Ort versteckte Juden zu deportieren.
Der erste Skilift hielt 1953 Einzug in La Giettaz, und 1970 begann der Ausbau des Hangs östlich von Le Plan, wo sich das heutige Skigebiet befindet. Die steilen Hänge rund um das Dorf machen eine im Winter auftretende Lawinengefahr häufig zu einer Gefahr für die Bewohner selbst. Immer wieder sind regelmäßige Lawinenabgänge mit verschütteten Häusern und Todesopfern bezeugt.

### Namensherkunft
Der Ortsname La Giettaz folgt frankoprovenzalischer Schreibweise, bei der das -z nicht ausgesprochen wird, sondern die Betonung auf die vorletzte Silbe verschiebt. Seine Bedeutung liegt weniger im Klaren, es existieren mehrere sehr widersprüchliche Vermutungen. So gab es wohl im frankoprovenzalischen Dialekt das Wort gieta für gîte d'alpage, also eine Almhütte oder Unterstand auf den Bergwiesen. Es wird als Ursprung für mehrere gleich oder ähnlich lautende Berghütten und Weiler gesehen. Eine andere Quelle vermutet, dass der Name die Praxis beschreibt, Holz von den Berghängen über steile Rinnen zu Tal zu befördern.
Eine dritte Quelle kennt eine mittelalterliche Erwähnung des Ortes als via agietarum und konstruiert daraus eine Verkleinerungsform des frankoprovenzalischen Wortes agi für Hecke.

### Partnergemeinde
- Treffléan (Frankreich, Region Bretagne)

## Kultur und Sehenswürdigkeiten
Das bedeutendste Bauwerk von La Giettaz ist die Kirche Saint-Pierre-aux-Liens, die die Bewohner in der Zeit von 1846 bis 1860 an Stelle einer älteren Kirche errichteten. Ihr Altaraufsatz und Dekorationen sind im Barockstil ausgeführt.
Seit 1995 zeigt ein kleines Museum in einem alten Steinhaus unter dem Titel A la rencontre du passé (etwa: Der Vergangenheit entgegengehen) antike Objekte aus Hausgebrauch, Werkstätten und den Anfängen des Wintersports, sowie Trachten.

## Wirtschaft und Infrastruktur
Mit 32 landwirtschaftlichen Betrieben, die mehr als 20 % der Betriebe darstellen, ist La Giettaz deutlich stärker landwirtschaftlich geprägt als vergleichbare Gemeinden in der Nähe (Stand 2000, INSEE). Als wesentliches Produkt der Landwirtschaft werden regionale Käsesorten produziert, namentlich Chevrotin, Beaufort, Reblochon und Tomme de Savoie. Die Arbeitslosigkeit ist gering und erreicht Werte von einigen Prozent. Der Ort zählt drei Hotels, der Tourismus bevorzugt allerdings Zweit- und Ferienwohnungen, die zusammen 71 % der 732 Wohneinheiten ausmachen.

### Verkehr
La Giettaz kann nur über eine Straße erreicht werden, die Departementsstraße D909. Als Verbindung zwischen Flumet im Val d’Arly und La Clusaz verläuft sie durch den Ort und über den Col des Aravis. Diese quer zu den alpinen Hochtälern verlaufende Straße ist ein Abschnitt der rund 700 km langen Route des Grandes Alpes, die besonders bei Touristen und Radfahrern beliebt ist. Innerhalb des Gemeindegebiets verbindet noch die D132 La Giettaz mit dem Weiler Le Plan. Die nächstmöglichen Autobahnanschlüsse sind die A430 (Ausfahrt Albertville, 28 km entfernt) und die A40 (Ausfahrten Nr. 20 bis 22, rund 27 km entfernt). Der SNCF-Bahnhof Albertville ist geeignet, um La Giettaz mittels einer Busverbindung zu erreichen. Als Flughäfen in der Region kommen Genf (70 km), Chambéry-Savoie (90 km) sowie Lyon-St-Exupéry (160 km) in Frage.

### Bildung
In La Giettaz befindet sich eine staatliche École primaire, d. h. eine Grundschule mit angegliedertem Kindergarten.

## Sport
Seit 1911 führt eine der Bergetappen der Tour de France regelmäßig über den Col des Aravis und passiert dann zwangsläufig den Ort. In den 100 Jahren zwischen 1911 und 2010 ist die Tour de France 39-mal durch La Giettaz verlaufen.

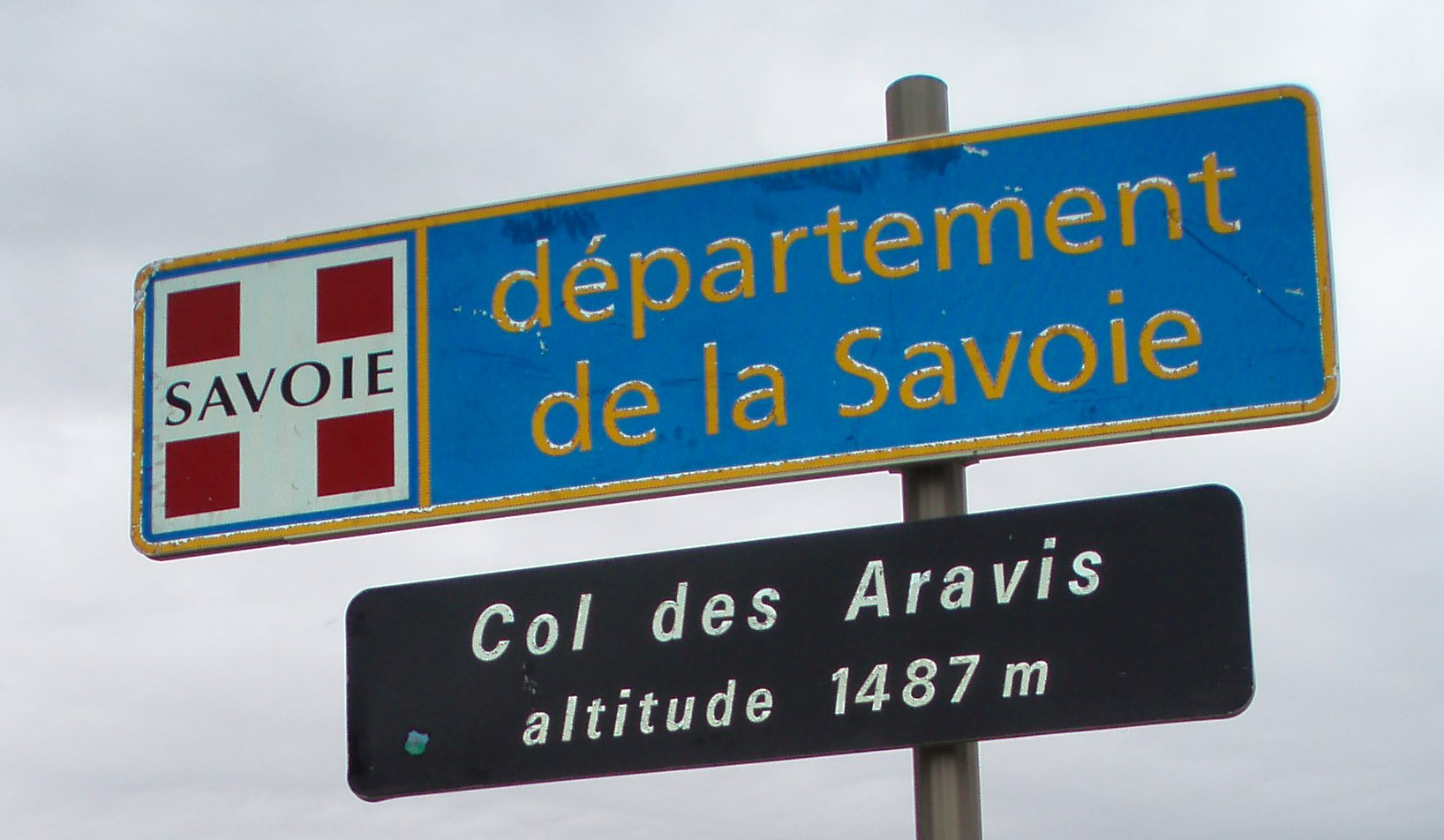
Der Wegweiser am Col des Aravis.

La Giettaz veranstaltet jährlich im Juni die einwöchige Aravis Bike Tour (bis 2014 Giettoise Bike Week) und bietet damit einen Rahmenereignis für Radfahrer, die Bergstrecken und speziell den Col des Aravis bevorzugen.
Die Nordhänge des Berges Tête du Torraz sind im Bereich vom Weiler Le Plan mit Seilbahnen und Skipisten erschlossen. Zusammen mit den Liftanlagen der Gemeinden Combloux und Cordon sowie des Le Jaillet Hangs von Megève formen sie das Skigebiet Les Portes du Mont-Blanc mit insgesamt etwas über 100 km Pisten in allen Schwierigkeitsstufen. Die Höhenlagen zwischen 1190 m und 1930 m geben dem Skigebiet einen ländlichen Charakter, da die Pisten durch Wälder, Bergwiesen und an Berghütten vorbeiführen. Die Portes du Mont-Blanc sind ihrerseits an das Skigebiet Evasion Mont-Blanc angeschlossen.